# Galicismo
Los galicismos o francesismos son préstamos lingüísticos del idioma francés a otros idiomas.

## Galicismos en español
Los galicismos del español se dan ya en la forma léxica (vocablos, lexías: menú, enfant terrible) ya en forma de estructuras o construcciones calcadas de la lengua francesa (ayer noche por «anoche», cocina a gas por «cocina de gas»).
El uso ha impuesto algunas de estas construcciones como legítimas: suena mal decir "olla de presión" en vez de olla a presión; también es habitual la construcción: sustantivo + a + infinitivo: problema a resolver libros a leer en vez de "libros por leer", o "para leer", o "que leer"... Giros como «fue por aquellos años que...» o «es por este motivo que...», etc. Otros son prosódicos, por acentuación: papá, mamá en vez de "papa" y "mama", por ejemplo; otras veces, se acentúan a la española: chófer (en España) junto chofer (aguda), del francés chauffeur (pronunciado /ʃofœʁ/).

### Historia
Aunque hay galicismos muy antiguos en el castellano, introducidos en la Edad Media por los peregrinos a través del Camino de Santiago y por los monjes de Cluny y del Císter, así como por la natural vecindad con el país allende los Pirineos, incluso un sufijo, -aje, y aparecen hasta en el Cantar de mio Cid ("De los sos oios tan fuerte mientre llorando" / plorez des oils), su número no es significativo hasta los siglos XVIII y XIX. Sin embargo, ya Antonio de Nebrija, en su Vocabulario español-latino (1494), recoge una larga nómina de palabras adaptadas del francés: paje, manjar, forja, jardín, sargento, jaula, ligero, cofre, reproche o trinchar, entre otros.
Pero los galicismos entraron sobre todo en la lengua española a partir del siglo XVIII, coincidiendo con el Grand Siècle de su literatura, los pensadores de la Ilustración francesa y el reinado en España de una nueva dinastía de monarcas de origen francés, la borbónica, cuyo primer representante fue Felipe V. El prestigio de Francia en esa época (su grandeur) hizo que toda Europa imitase las modas de los petimetres afrancesados y por supuesto su lenguaje, del cual entraron algunas palabras, pero no otras que eran sin embargo muy usadas entonces (por ejemplo, remarcable). Es común en la literatura neoclásica de la época la queja o lamento sobre las malas traducciones del francés, y el deseo de una lengua más castiza o purismo. Ya en el XIX empieza a influir la tecnología francesa del vehículo (cabriolé, landó, bombé, etc.) y el purista Rafael María Baralt reaccionó publicando en 1855 un Diccionario de galicismos que a veces se confunde e incorpora no pocos términos autorizados y genuinos, como notó en su crítica el padre Juan Mir y Noguera. Pero el galicismo más pernicioso del siglo XIX fue sintáctico: según la Nueva gramática de la lengua española (2009), la construcción a + infinitivo transitivo […] «se propagó con mayor intensidad en el siglo XIX por influencia del francés, en especial con sustantivos abstractos» Se sustituye con por y para + inf., que se + futuro o que hay que + inf. Manuel Seco en su Diccionario de dudas (2005) aconseja dejar esta construcción para usos bancarios, comerciales y contables: total a pagar, efectos a cobrar, cantidades a deducir. Por otro lado, en el XIX se introducen también algunos galicismos morfológicos, esto es, palabras que han alterado su forma natural castellana por influjo del francés; así, por ejemplo, señala Valentín García Yebra que "los nombres abstractos en -dad formados sobre adjetivos en -io como arbitrario, notorio, precario o serio forman el derivado en -iedad: arbitrariedad, notoriedad, precariedad, seriedad...". Pero por influjo del francés, algunos lo hacen en -idad: solidario no da solidariedad, sino solidaridad, porque en francés es solidarité. En portugués, sin embargo, es solidariedade y en italiano solidarietà. Hay también toda una serie de galicismos morfológicos que afectan a los helenismos españoles que etimológicamente deberían terminar en -o, pero terminan en -a por influjo de la -e final que llevan los derivados franceses de los mismos étimos. Fisiatra, geriatra, pediatra, podiatra, psiquiatra; todos tienen como segundo elemento compositivo el griego -iatro, "médico"; deberían, pues, terminar en -iatro; terminan en -iatra porque en francés acaban en -iatre:
Los campos semánticos más afectados fueron la gastronomía (cruasán, gofre, menú, bombón, foie, foie-gras, chucrú...), la moda (corsé, tisú, frac, bucle, tupé, rapé, muselina, moaré, maniquí, peluquín...) y la burocracia (carné, buró, dossier, croquis, asamblea, departamento, etiqueta, editar, finanza...). Todavía en el siglo XIX siguieron siendo frecuentes, pero en el siglo XX ya son más abundantes los anglicismos, pese a lo cual todavía en la actualidad se han introducido galicismos a través de la prensa:
1. De la gastronomía: gourmet como gurmé, baguette como baguete, potaje, mayonesa, consommé como consomé, mousse, soufflé o suflé, crep o crepe, chantillí, bufé, brioche, camembert, besamel, sumiller, restaurant como restorán, bistró, coñac, vianda, merengue, praliné, canapé, entremés, champán, filete...
2. Del arte y la moda: collage, naif o naíf, glamour como glamur, déshabillé, demodé, rouge, crepé
3. De la política: Ancien régime, enfant terrible, gauche divine, gabinete, grandeur, entente cordiale, mot d'esprit, petit-comité, complot, chovinismo...
4. Deportes y espectáculos: amateur como novato o aficionado, claqué, debut, troupe, vedette
5. Locuciones y expresiones: déjà vu, ménage à trois, tour de force, épater le bourgeois, mise-en-rélief, passe-partout, boutade, rendez-vous manqué, coup de dés
6. Otros: affaire, tournée, dossier, boutique, souvenir, boudoir, suite, debacle, chaise longue, impasse, forfait, bidé, bidón, capó, vis a vis, voyeur, roulotte, rol, crupier, casete, argot, afiche, gamín, petimetre, chef, bulevar, élite, hotel, somier, beige o beis, bricolaje, garaje, chofer o chófer, minué, fagot, puf, paquebot o paquebote, viñeta, gouache, tren, paté, pastiche, gripe...

### Galicismos por orden alfabético
Algunos ejemplos de galicismos usados en español son:
- -aje (del francés -age y del occitano y catalán -atge)
- -ato (-ate; designa una sal o un éster derivados del ácido correspondiente)
- ‒́crata (quizá del francés -crate; en la acentuación esdrújula española influyeron ciertos nombres propios latinos como Aristocrătes 'Aristócrates' o Democrătes 'Demócrates')
- -genia (-génie)
- -génico, -génica (-génique, y este de -gène '‒́geno' e -ique '‒́ico')
- ‒́geno, ‒́gena (-gène)
- -ilo (-yle)
- -ita (-ite; referido al sufijo que, en mineralogía y en química, forma nombres de minerales; forma nombres de sustancias explosivas; o se refiere también a alcoholes alifáticos polivalentes)
- -osa (-ose)
- -plastia (del francés -plastie, y este del griego πλαστός plastós 'formado, modelado' e -ie '-ia')
- -nauta (-naute)
- ‒́pata (-pathe)
- -plastia (del francés -plastie, y este del griego πλαστός plastós 'formado, modelado' e -ie '-ia')
- -uro (-ure; referido al sufijo adoptado por convenio en la nomenclatura química, que se emplea para designar las sales de los hidrácidos)
- Abracadabrante (de abracadabra; confer francés abracadabrant)
- Acalefo, acalefa (acalèphe)
- Acaparar (accaparer)
- Acárido, acárida (del plural francés acarides, y este del latín científico acarus, y el francés -ide '‒́ido')
- Acetato (acétate)
- Acetileno (de acétylène, de acétyle 'acetilo' y -ène '-eno')
- Acetona (acétone)
- Achelense (acheuléen 'de Saint-Acheul', en Francia)
- Aclimatar (acclimater)
- Acné (acné)
- Acromegalia (del francés acromégalie, y este del griego ἄκρος ákros 'extremo', μέγας, μεγάλη mégas, megálē 'grande' y el francés -ie '-ia')
- Actante (actant, de la raíz de action 'acción')
- Actinia (actinie)
- Actinio (del francés actinium, y este del griego ἀκτίς, -ῖνος aktís, -înos 'rayo de luz' y del francés -ium '-io')
- Aeroclub (aéro-club)
- Aeronauta (aéronaute, de aéro- 'aero-' y -naute '-nauta')
- Aeroplano (aéroplane)
- Aerosol (aérosol)
- Aerostato, aeróstato (aérostat)
- Afiche (affiche)
- Ágata (del antiguo agata, influido en su acentuación por el nombre propio Ágata, este del francés antiguo agathe, variante de achate)
- Agiotaje (agiotage)
- Alabarda (quizá del italiano alabarda o del francés hallebarde)
- Albúmina (albumine)
- Alcaloide (de alcaloïde, y este de alcali 'álcali' y -oïde '-oide')
- Alemán, alemana (allemand)
- Alemanda (allemande)
- Alerón (aileron 'ala pequeña')
- Algonquino, algonquina (de Algonquin, Algonquine, y este del nombre propio Algumakin; literalmente 'donde se pesca con arpón')
- Aligátor (quizá de alligator)
- Alijar (alléger 'aligerar, aliviar'; referido al verbo)
- Almete (del francés antiguo healmet)
- Alminar (minaret)
- Alón (allons 'vayamos'; referido a la interjección en desuso)
- Alternativo, alternativa (del francés alternatif, y este del latín alternātus, participio pasivo de alternāre 'alternar', y el francés -if '-ivo')
- Alucinógeno, alucinógena (hallucinogène)
- Amárico, amárica (amharique, y este de Amhara 'Amara', región de Etiopía)
- Amateur
- Amateurismo (amateurisme)
- Amerizaje (amérissage)
- Amida (amide)
- Ampere (del francés ampère, y este de André-Marie Ampère, 1775-1836, matemático y físico francés)
- Ampère (voz francesa, y esta de André-Marie Ampère, 1775-1836, matemático y físico francés)
- Amperio (del francés ampère, y este de André-Marie Ampère, 1775-1836, matemático y físico francés)
- Amurar (de origen incierto; confer italiano murare, francés amurer)
- Anarco (anarcho, acortamiento argótico de anarchiste)
- Anfibol (amphibole)
- Anís (anis)
- Anisete (anisette)
- Anorak (anorak)
- Antílope (antilope)
- Anverso (envers 'envés')
- Aparellaje (appareillage)
- Apátrida (apatride)
- Apatridia (apatridie, de apatride 'apátrida' e -ie '-ia')
- Arbotante (arc-boutant)
- Arcabuz (arquebuse)
- Arganeo (arganeau)
- Argot (argot)
- Aristócrata (del francés aristocrate, influido en su acentuación por ‒́crata)
- Armañac (armagnac, y este de Armagnac, región del suroeste de Francia)
- Arnés (harnais)
- Arpa, harpa (harpe)
- Arpar (del antiguo harpar o farpar, y este del francés antiguo harper 'agarrar')
- Art déco
- Art nouveau
- Artillar (artilier)
- Artillería (del francés artillerie, y este derivado del francés antiguo artillier 'preparar, equipar')
- Áspic (aspic)
- Ataché (attaché)
- Atelaje (attelage)
- Aterrizaje (atterrissage)
- Atolón (de atolon, hoy atoll)
- Atropina (atropine)
- Au pair (locución francesa; propiamente 'a la par')
- Autobús (de autobus, de auto 'auto' y omnibus 'ómnibus')
- Autocar (de autocar, de auto 'auto' y del inglés car 'coche')
- Autóctono, autóctona (autochtone)
- Automovilismo (adaptación de automobilisme)
- Autostop (auto-stop, y este de auto- 'auto-' y el inglés stop 'parada')
- Avantrén (avant-train)
- Aviación (aviation)
- Avión (avion; referido a la aeronave provista de alas, cuya sustentación y avance son consecuencia de la acción de uno o varios motores)
- Ázoe, azoe (azoe)
- Babor (babord)
- Babucha (babouche)
- Bacará (baccarat, y este de Baccarat, ciudad francesa)
- Bacarrá (baccara)
- Baccarat (de Baccarat, ciudad francesa)
- Bachiller (bachelier)
- Bacteria (bactérie)
- Bagaje (de bagage 'carga', y este de bague)
- Bagatela (confer francés bagatelle e italiano bagatella)
- Baguette
- Bahía (quizá de baie)
- Bala (balle, y este del franco *balla 'pelota')
- Balandra (balandre)
- Ballet
- Balotaje (ballottage)
- Baluarte (del francés antiguo balouart)
- Balurdo (del lunfardo balurdo 'lerdo', 'falso, falsificado', 'engaño', y este del francés balourd 'lerdo', 'falso', 'billete falso', quizá por cruce con barullo)
- Banal (banal)
- Banco (del francés antiguo bank)
- Banda (del francés antiguo banda o bende; referido a una cinta ancha de colores determinados)
- Bando (ban, y este del franco ban, con influencia de bando; referido a la proclama o el edicto que se hace público)
- Banquete (banquet)
- Bao (bau, este del francés antiguo balc 'viga', y este del franco *balk)
- Baremo (barème, y este de F. B. Barrême, 1638-1703, matemático francés)
- Barloa (par lof)
- Barricada (barricade)
- Barroco (del francés baroque, y este resultante de fundir en un vocablo Barocco, figura de silogismo de los escolásticos, y el portugués barroco 'perla irregular')
- Batiscafo (bathyscaphe)
- Batista (batiste, por alusión a Baptiste, nombre propio del primer fabricante de esta tela, que vivió en la ciudad francesa de Cambray en el siglo XIII)
- Baúl (quizá del francés bahut)
- Bauprés (beaupré)
- Bayoneta (de baïonnette, y este derivado de Bayonne, localidad francesa donde empezó a fabricarse)
- Bebé (bébé)
- Becquerel (voz francesa, y esta de A. H. Becquerel, 1852-1908, físico francés)
- Beige
- Beis (beige)
- Berceuse (derivada de bercer 'mecer, acunar')
- Bergantín (del francés brigantin o del catalán bergantí)
- Berlina (de berline, y este de Berlin 'Berlín', ciudad alemana donde se ideó este tipo de coche de caballos hacia 1670; referido a automóviles, diligencias y al bollo dulce)
- Berma (berme)
- Bermellón (vermillon)
- Besamel (béchamel)
- Bibelot (bibelot)
- Bicicleta (de bicyclette, de bicycle 'biciclo' y el sufijo diminutivo -ette '-eta', por el menor tamaño de sus ruedas)
- Biciclo (del francés bicycle, de bi- 'bi-' y el griego κύκλος kýklos 'círculo', 'rueda')
- Bicicross (de bici y el francés cross 'cross')
- Bidé (bidet; propiamente 'caballito')
- Bidón (bidon)
- Billa (bille)
- Billar (billard)
- Billete (de billet, y este del francés antiguo bullete 'documento')
- Billón (billion, de bi- 'bi-' y la terminación de million 'millón')
- Birreta (birrete)
- Bisoñé (quizá de besogneux 'necesitado', derivado de besoin 'necesidad', con la i de bisoño)
- Bistró (de bistrot o bistro)
- Bisutería (bijouterie)
- Bitácora (bitacle, por habitacle)
- Blanchete (blanchet 'blanquecino')
- Blandir (del francés brandir, este derivado del francés antiguo brant 'espada'; referido a mover con la mano algo, especialmente un arma, con movimiento trémulo o vibratorio; o a moverse con agitación trémula o de un lado a otro)
- Blasón (blason)
- Bloc (bloc)
- Bloca (confer francés boucle)
- Blocar (bloquer)
- Bloque (bloc)
- Bloquear (bloquer)
- Blusa (blouse)
- Boatiné (ouatiné)
- Bobina (bobine)
- Bocel (del francés antiguo bossel)
- Bocoy (boucaut)
- Boiserie
- Boîte
- Bólido (bolide)
- Bombé ([voiture] bombée '[carruaje] combado')
- Bombón (de bonbon bueno, bueno, voz creada en el lenguaje infantil)
- Bonete (bonnet)
- Bonhomía (bonhomie)
- Borde (bord)
- Boro (de bore, y este formado sobre borax 'bórax')
- Boutique
- Brebaje (breuvage)
- Brecha (brèche; referido a la rotura o abertura irregular)
- Bretel (bretelle)
- Brevete (del francés brevet; confer breve)
- Bricolaje (bricolage)
- Brida (bride)
- Brie (voz francesa, y esta de Brie, región de Francia)
- Brigada (brigade)
- Brigadier (brigadier)
- Brigantina (de origen incierto; confer francés antiguo brigandine 'peto de acero')
- Briqueta (briquette)
- Brisca (brisque)
- Broche (broche)
- Bromo (brome; referido al elemento químico)
- Brut (brut)
- Bucle (boucle 'hebilla', 'bucle')
- Bufanda (quizá del francés antiguo bouffante)
- Bufé (buffet)
- Bufete (buffet 'aparador')
- Buganvilla (del latín científico Bougainvillea, y este de L. A. de Bougainville, 1729-1811, navegante francés al que se le dedicó)
- Bulevar (boulevard)
- Bulón (boulon)
- Buque (buc 'casco')
- Buqué (bouquet)
- Buró (bureau)
- Burocracia (bureaucratie y este de bureau 'oficina, escritorio' y -cratie '-cracia'))
- Burócrata (bureaucrate y este de bureau 'oficina, escritorio' y -crate '‒́crata', influido en su acentuación por ‒́crata)
- Cabaré (cabaret)
- Cable (câble; referido al cordón formado con varios conductores aislados unos de otros y protegido generalmente por una envoltura flexible y resistente)
- Cabina (cabine)
- Cabotaje (cabotage)
- Cabriolé (cabriolet)
- Caché (cachet; referido a la cotización de un artista del espectáculo o de ciertos profesionales o a la distinción o elegancia)
- Cai (quai 'muelle')
- Calambac (calambac)
- Calambre (crampe; confer rampa, referido al calambre de los músculos)
- Calambur (calembour)
- Calibre (calibre)
- Califa (calife)
- Callao (del celta *caliavo, derivado de *kal- 'piedra'; confer gallegoportugués callau y francés caillou)
- Cambrillón (cambrillon)
- Camembert (de camembert, y este de Camembert, localidad francesa donde se elaboró por primera vez)
- Camión (camion)
- Camioneta (camionette, diminutivo de camion 'camión')
- Camuflaje (camouflage)
- Camuflar (camoufler)
- Canalé (cannelé; literalmente 'acanalado')
- Canapé (canapé)
- Cancán (cancan)
- Canica (del francés dialectal canique)
- Caniche (caniche)
- Canope (de canope, y este de Canope 'Canopo', ciudad del delta del Nilo)
- Canotaje (de canotage, y este de canoter 'navegar en bote', 'remar' y -age '-aje')
- Caolín (kaolin)
- Caparrosa (de origen incierto; confer francés couperose)
- Capitoné (capitonné, participio de capitonner 'acolchar, tapizar')
- Capó (capot)
- Carabina (carabine)
- Caramañola (carmagnole, y este de Carmagnola, ciudad del Piamonte)
- Carbono (carbone)
- Carcasa (carcasse)
- Carillón (carillon)
- Carmañola (carmagnole)
- Carné (carnet)
- Carola (carole)
- Carpeta (carpette 'tapete')
- Carric, carrik (carrick)
- Carrusel (carrousel)
- Cartoné (cartonée, de cartonner' 'encartonar')
- Casaca (del francés casaque o del italiano casacca)
- Casba (casbah)
- Casete (cassette; referido a la cajita de material plástico que contiene una cinta magnética para el registro y reproducción del sonido, o, en informática, para el almacenamiento y lectura de la información digitalizada)
- Celulosa (de cellulose, de cellule 'célula' y -ose '-osa')
- Chacal (chacal)
- Chaise longue
- Chalé (chalet)
- Chalupa (chaloupe)
- Chamán, chamana (chaman)
- Chambergo, chamberga (de Charles de Schömberg, 1601-1656, mariscal de Francia que introdujo la moda en el uniforme durante la guerra de Cataluña hacia 1650)
- Champán (de champagne, y este de Champagne, comarca francesa; referido al vino espumoso blanco o rosado, originario de Francia)
- Champiñón (champignon)
- Chance (chance)
- Chanciller (chancelier)
- Chantaje (chantage)
- Chantillí (de chantilly, y este de Chantilly, ciudad francesa)
- Chantillón (échantillon 'patrón de medidas)
- Chaola (geôle)
- Chapeau
- Chapó (chapeau)
- Chaqué (jaquette)
- Charcutería (charcuterie)
- Chateaubriand
- Chef (chef)
- Cheyene (cheyenne)
- Chic (chic)
- Chiclé (de gicleur, derivado de gicler 'salpicar, chorrear')
- Chiflar (siffler 'silbar'; referido a mofarse o silbar)
- Chifonier (chiffonnier)
- Chiismo (chiisme)
- Chimpancé (chimpanzé)
- Chiné (chiné)
- Chofer, chófer (chauffeur)
- Chop (chope)
- Chovinismo (chauvinisme)
- Chucrut (choucroute)
- Chupa (jupe;referido a una chaqueta o chaquetilla, a una cazadora o a una prenda de vestir masculina que cubría el tronco, con faldillas de cintura para abajo y mangas ajustadas, que se llevaba generalmente debajo de la casaca)
- Cianuro (cyanure, de cyanogène 'cianógeno' y -ure '-uro', referido al sufijo adoptado por convenio en la nomenclatura química, que se emplea para designar las sales de los hidrácidos)
- Cibernético, cibernética (la forma femenina, de cybernétique)
- Ciclable (de cyclable, y este de cycle 'vehículo impulsado por pedales provisto de ruedas y un sillín' y -able '-able')
- Ciclamor (del francés antiguo sicamor)
- Ciclismo (cyclisme)
- Ciclista (cycliste)
- Ciclomotor (cyclomoteur)
- Cineasta (cinéaste)
- Cinematografía (de cinématographie, derivado de cinématographe 'cinematógrafo')
- Cinematografiar (de cinématographier, derivado de cinématographie 'cinematografía')
- Cinematografista (de cinématographiste, derivado de cinématographie 'cinematografía')
- Cinematógrafo (cinématographe)
- Cistoscopia, cistoscopía (del francés cystoscopie, y este del griego κύστις kýstis 'vejiga', la vocal de unión -o- y -scopie '-scopia')
- Cistoscopio (adaptación del francés cystoscope, y este del griego κύστις kýstis 'vejiga', la vocal de unión -o- y -scope '-scopio')
- Clac (claque)
- Claque (claque)
- Claqué (claquette)
- Claqueta (de claquette, derivado de claquer 'chasquear', 'cerrar de golpe')
- Clavecín (clavecin)
- Cliché (cliché)
- Clochel (de clocher, de cloche 'campana')
- Cloro (chlore)
- Clorofila (chlorophylle)
- Cobalto (cobalt)
- Cofre (coffre)
- Collage
- Colmatar (colmater)
- Combustible (combustible)
- Comité (comité)
- Cómoda (commode)
- Compost (compost)
- Compota (compote)
- Complot (complot)
- Comuna (commune)
- Comunismo (de communisme, de commun 'común' e -isme '-ismo')
- Confit (confit)
- Confitura (confiture)
- Confort (confort)
- Consola (console)
- Consomé (consommé)
- Convoy (convoi)
- Coñac (de cognac, y este de Cognac, ciudad francesa)
- Confort (confort)
- Convoy (convoi)
- Coqueto, coqueta (de coquette, de coq 'gallo')
- Coraje (del francés antiguo corages)
- Coral (del francés antiguo coral; referido al celentéreo antozoo)
- Corchea (de crochée 'torcido', porque así está el rabillo de la nota)
- Cordón (cordon)
- Cornalina (cornaline)
- Coronel (colonel; referido al jefe militar que manda un regimiento; o del francés antiguo coroner 'de corona', referido a la moldura que remata un elemento arquitectónico o a la corona heráldica)
- Corps (corps 'cuerpo')
- Corsé (corset, diminutivo de corps)
- Cortao (del francés antiguo courtaud)
- Cortometraje (court-métrage)
- Cota (del francés antiguo cote, y este del franco *kotta 'paño basto de lana'; referido al arma defensiva del cuerpo y a la vestidura)
- Cotillón (cotillon, aumentativo de cotte 'cota')
- Cotón (coton)
- Coulis
- Coulomb (voz francesa, y esta de Charles-Augustin de Coulomb, 1736-1806, físico francés)
- Cran (cran)
- Crema (crème; referido a la sustancia grasa contenida en la leche o al producto cosmético o medicinal de consistencia pastosa que se aplica generalmente sobre la piel)
- Cremallera (crémaillère)
- Crep (crêpe)
- Crepé (crêpe)
- Crepitar (crépiter)
- Crisoprasa (chrysoprase)
- Croché (crochet)
- Crochel (crocher)
- Crómlech, crónlech (cromlech)
- Cromo (chrome; referido al elemento químico)
- Croqueta (croquette)
- Croquis (croquis)
- Cross
- Cruasán (croissant 'medialuna')
- Crudité (crudité)
- Crupier (croupier)
- Cuadrillé (quadrillé)
- Cuatrillón (de quatrillion, de quatri- 'cuatri-' y la terminación de million 'millón')
- Cubismo (cubisme)
- Cuché ([papier] couché)
- Culombio (de coulomb, y este de Charles-Augustin de Coulomb, 1736-1806, físico francés)
- Culote (de culot; referido a terminología militar; o de culotte; referido a ropa)
- Culotte
- Cupé (coupé; literalmente 'cortado', porque en las berlinas la caja presenta una separación notable con la parte delantera del carruaje)
- Cuplé (couplet 'copla')
- Curda (del francés dialectal curda 'calabaza')
- Curio (de curie, y este de Marie Curie, 1867-1934, y Pierre Curie, 1859-1906, científicos franceses; referido a la unidad de actividad de un radionucleido)
- Cuscús (couscous)
- Dadaísmo (dadaïsme)
- Daguerrotipia (del francés daguerréotype, y este de Louis Daguerre, 1787-1851, su inventor, y el griego -τυπία -typía)
- Daguerrotipo (de Louis Daguerre, 1787-1851, pintor y físico francés, su inventor, y tipo)
- Data (datte 'dátil'; referido a la ciruela de data)
- Debacle (débâcle)
- Debut (début)
- Debutar (débuter)
- Degradé (dégradé)
- Delfín (dauphin; referido al primogénito del rey de Francia o al sucesor, designado o probable, de una personalidad importante, especialmente de un político)
- Demarraje (démarrage)
- Demarrar (démarrer)
- Demócrata (démocrate, y este de démo- 'demo-' y -crate '‒́crata', influido en su acentuación por ‒́crata)
- Demodé (démodé)
- Dental (de dental, y este de dent 'diente' y -al '-al'; referido a algo perteneciente o relativo a los dientes o a una consonante)
- Departamento (departement)
- Derrapaje (dérapage)
- Derrapar (déraper)
- Déshabillé (voz francesa, y esta de déshabiller 'desvestir')
- Despistaje (dépistage)
- Dibujar (del francés antiguo deboissier)
- Domo (dôme)
- Dosel (del francés dossier o del catalán dosser)
- Dosier (dossier)
- Dossier
- Draga (drague)
- Dragante (dragan 'parte de la proa de una galera donde se inscribían su nombre y su divisa')
- Drapear (draper)
- Drenaje (drainage)
- Drenar (drainer)
- Droga (drogue)
- Ducha (douche; referido a la acción y efecto de duchar)
- Dulzaina (del francés antiguo douçaine, derivado de doux, douce 'dulce')
- Duque, duquesa (duc; la forma femenina, del francés duchesse, deriva de duc 'duque')
- Ecarté (écarté 'descartado')
- Editar (éditer)
- Élite, elite (élite)
- Enclave (enclave, derivado de enclaver 'contener', 'cercar', 'encerrar')
- Ensay (essai)
- Entrecot (entrecôte)
- Entremés (entremets)
- Epatar (épater 'deslumbrar')
- Equinodermo (del francés échinoderme, y este del griego ἐχῖνος echînos 'erizo' y el francés -derme '-dermo')
- Escamotear (escamoter)
- Escantillón (del francés antiguo escantillon 'patrón de medidas')
- Escote (del francés antiguo escot, y este del franco *skot; referido a la parte o cuota que corresponde a cada uno por el gasto hecho en común por varias personas)
- Escusón (del francés antiguo escuçon, hoy écusson, derivado de escu 'escudo')
- Espermatozoide (del francés spermatozoïde, y este del griego σπέρμα, -ατος spérma, -atos 'esperma', ζῷον zôion 'animal' y el francés -oïde '-oide')
- Espingarda (del francés antiguo espingarde)
- Espionaje (espionnage)
- Esquí (ski)
- Estampar (estamper)
- Estay (del francés antiguo estay)
- Este (quizá del francés est; referido al punto cardinal del horizonte por donde sale el sol en los equinoccios)
- Estepa (steppe; referido a un erial llano y muy extenso)
- Estiaje (étiage)
- Estilóbato (stylobate)
- Estocaje (stockage)
- Estoque (del francés antiguo estoc 'punta de espada')
- Estrave (del francés antiguo estrave)
- Estribor (del francés antiguo estribord)
- Etalaje (étalage)
- Etalonaje (étalonnage)
- Etamina (étamine)
- Etiqueta (étiquette)
- Etiquetaje (étiquetage)
- Euforia (euphorie)
- Exprés (express)
- Extranjero, extranjera (del francés antiguo estrangier)
- Fagot (fagot)
- Falbalá (falbala)
- Falla (faille, referido a la cobertura de la cabeza que usaban las mujeres para adorno y abrigo de noche y que solo dejaba al descubierto el rostro, bajando hasta el pecho y mitad de la espalda)
- Fané (del lunfardo fané, y este del francés fané 'marchito', 'demacrado')
- Fanera (phanère)
- Fantoche (fantoche)
- Farandola, farándola (farandole)
- Farmacia (del francés antiguo farmacie)
- Farmacopea (pharmacopée)
- Farsa (farce)
- Feminismo (féminisme, y este del latín femĭna 'mujer' y el francés -isme '-ismo')
- Festín (festin)
- Fetiche (fétiche)
- Fetichismo (fétichisme)
- Fetichista (fétichiste)
- Fez (fez)
- Filatelia (philatélie, de philo- 'filo-' y el griego atéleia 'exención de impuestos', por ser el sello indicador de que el envío debía hacerse sin otro cobro)
- Filet (filet 'filete')
- Filete (filet)
- Filmar (de filmer, derivado de film 'filme')
- Flambear (flamber)
- Fletán (flétan)
- Flete (fret)
- Flux (flux 'flujo')
- Foie-gras, foie gras
- Foniatra (de fono- y el griego ἰατρός iatrós 'médico', con -a, inducida por el componente francés -iatre)
- Footing
- Forfait (forfait)
- Formaje (fromage 'queso')
- Fornir (del francés fournir o del catalán fornir)
- Forraje (fourrage)
- Forrar (fourrer)
- Fórum (del francés o inglés forum)
- Frac (frac)
- Francio (de francium, y este de France 'Francia', país de su descubridora, e -ium '-io')
- Francmasón, francmasona (francmaçon)
- Francmasonería (francmaçonnerie)
- Frange (frange)
- Frapé (frappé; literalmente 'golpeado')
- Frappé (voz francesa; literalmente 'golpeado')
- Fresa (fraise; referido a la planta, al fruto o al color de dicha planta)
- Fricasé (fricassé)
- Fuagrás (foie-gras)
- Fuete (fouet)
- Fular (foulard)
- Fumé (fumet; propiamente 'aroma', 'olor')
- Furgón (fourgon)
- Furgoneta (fourgonnette)
- Furrier (fourrier)
- Fuselaje (fuselage)
- Fusil (fusil)
- Gabinete (del francés antiguo gabinet, francés cabinet)
- Gaceta (cassette; referido a la caja refractaria)
- Gaje (gage 'prenda')
- Galactosa (del francés galactose, y este del griego γάλα, -ακτος gála, -aktos 'leche' y el francés -ose '-osa')
- Galán (galant)
- Galante (galant)
- Galerna (galerne)
- Galicismo (de gallicisme, y este del latín Gallĭcus 'galo, gálico' y el francés -isme '-ismo')
- Galipote (galipot)
- Gallardo, gallarda (gaillard)
- Galleta (galette; referido a la pasta compuesta de harina, azúcar y huevo, manteca o confituras diversas)
- Galop (galop)
- Galopar (galoper)
- Galvano (de galvano, acortamiento de galvanotype)
- Galvanoplastia (del francés galvanoplastie, y este de Luigi Galvani, 1737-1798, médico y físico italiano, y -plastie '-plastia')
- Garaje (garage)
- Gárgola (del francés antiguo gargoule, derivado de gargouiller 'producir un ruido semejante al de un líquido en un tubo'; referido a la arquitectura)
- Garrote (garrot)
- Gasón (gazon 'césped')
- Gato (gâteau 'pastel'; referido a la variedad de pastel)
- Gavial (gavial)
- Gendarme (gendarme)
- Geriatra (del griego γῆρας gêras 'vejez' y ἰατρός iatrós 'médico', con -a, inducida por el componente francés -iatre)
- Ginebra (de genièvre 'enebro'; referido a la bebida alcohólica obtenida de semillas y aromatizada con las bayas del enebro)
- Girondino, girondina (girondin, porque el partido se formó en torno a algunos diputados del departamento francés de Gironda)
- Glaciar (glacier)
- Glamour
- Glamur (glamour)
- Glasé (glacé 'helado', 'brillante')
- Glorieta (gloriette)
- Glúcido (del francés glucide, y este del griego γλυκύς glykýs 'dulce' e -ide '‒́ido')
- Glucógeno (del francés glycogène, y este del griego γλυκύς glykýs 'dulce' y -gène '‒́geno')
- Glucosa (del francés glucose, y este del griego γλυκύς glykýs 'dulce' y -ose '-osa')
- Gofrar (gaufrer 'repujar')
- Gofre (gaufre)
- Goleta (goélette)
- Gomet (gommette, y este de gomme 'goma' y -ette '-eta')
- Gónada (gonade)
- Gotelé (gouttelette 'gotita', influido por el español gota)
- Gouache
- Goulash (variante de goulasch)
- Gourmet
- Gramaje (grammage)
- Grancé (garancé 'teñido con rubia o granza')
- Gratinar (gratiner)
- Gres (grès 'arenisca')
- Gripar (gripper)
- Gripe (grippe)
- Grisú (grisou)
- Grupa (croupe)
- Gruyer (de Gruyère, región de Suiza)
- Guata (ouate; referido a la lámina gruesa de algodón en rama)
- Guatiné (ouatiné)
- Guepardo (guépard)
- Guillotina (guillotine, y este de Joseph-Ignace Guillotin, 1738-1814, médico francés y diputado en la Asamblea Nacional, que propuso en 1789 el empleo de esta máquina para evitarles sufrimientos innecesarios a los condenados a muerte)
- Guillotinar (guillotiner, y este derivado de guillotine 'guillotina')
- Guindar (guinder)
- Guiñol (guignol)
- Guirlache (quizá del francés antiguo grillage 'manjar tostado')
- Gulasch (variante de goulasch)
- Hacha (de hache, y este del franco *hapja; referido a la herramienta cortante)
- Halar (haler)
- Hangar (hangar)
- Hecto- (hecto-)
- Helenismo (hellénisme)
- Helenista (helléniste)
- Helicóptero (hélicoptère, y este de hélico- 'helico-' y -ptère '‒́ptero')
- Hematíe (hématie)
- Heraldo (héraut)
- Herbaje (herbage)
- Heroína (héroïne; referido a la droga adictiva obtenida de la morfina, en forma de polvo blanco y amargo, con propiedades sedantes y narcóticas)
- Herraje (ferrage)
- Hidrato (de hydrate, de hydro- 'hidro-' y -ate '-ato')
- Hidrógeno (de hydrogène, y este de hydro- 'hidro-' y -gène '‒́geno')
- Hindú (hindou)
- Hipermercado (de hiper- y mercado, por adaptación del francés hypermarché)
- Holoceno, holocena (del francés holocène, y este de holo- 'holo-' y el griego καινός kainós 'nuevo, reciente')
- Hostelaje (del francés antiguo hostelage)
- Hotel (hôtel)
- Hucha (huche)
- Hulla (houille)
- Iconolatra (iconolâtre)
- Iconolatría (iconolâtrie)
- Ideología (de idea y -logía, sobre el modelo del francés idéologie)
- Imán (aimant; referido al mineral de hierro de color negruzco o a la gracia que atrae la voluntad)
- Imantación (aimantation)
- Imantar (aimanter)
- Impasse
- Impedancia (impédance)
- Impresionismo (impressionnisme, y este de impressionniste 'impresionista')
- Impresionista (impressionniste, de Impression, [soleil levant] 'Impresión, [sol naciente]', título de un cuadro de C. Monet de 1872, e -iste '-ista')
- Infección (del francés infection o del latín medieval infectio, -onis, en latín tardío 'acción de teñir', 'corrupción moral')
- Infectar (infecter, derivado de infect 'infectado')
- Informático, informática (informatique)
- Inglés, inglesa (del francés antiguo angleis)
- Inviable (inviable)
- Iperita (del francés ypérite, y este del neerlandés Yper 'Ypres', ciudad de Bélgica donde lo arrojaron por primera vez los alemanes en 1917, e -ite '-ita')
- Isobaro, isobara, isóbaro, isóbara (isobare)
- Isobata, isóbata (isobathe)
- Isógono, isógona (isogone)
- Isohípsa (isohypse)
- Isómero, isómera (isomère)
- Isonefa (del francés isonèphe, y este de iso- 'iso-' y el griego νέφος néphos 'nube)
- Isoyeta (del francés isohyète, y este de iso- 'iso-' y el griego ὑετός hyetós 'lluvia')
- Jaco (del francés antiguo jaque 'especie de jubón', 'cota de malla'; referido a la cota de malla de manga corta, que no pasaba de la cintura; o al jubón de tela tosca hecha con pelo de cabra, que antiguamente usaron los soldados)
- Jacobinismo (jacobinisme, y este de jacobin 'jacobino' e -isme '-ismo')
- Jacobino, jacobina (jacobin; propiamente 'dominico', por celebrar sus reuniones en un convento de dominicos)
- Jaguar (del portugués o del francés jaguar)
- Jamba (jambe 'pierna')
- Jamón (jambon)
- Jaqueta (jaquette)
- Jardín (jardin, diminutivo del francés antiguo jart 'huerto', y este del franco *gard 'cercado'; confer alto alemán antiguo gart 'corro', inglés yard 'patio')
- Jarrete (del francés jarret, este del francés dialectal jarre y occitano antiguo garra, y estos del galo *garra; confer galés garr y bretón gâr)
- Jaula (del francés antiguo jaole, hoy geôle 'calabozo')
- Jedive (khédive)
- Jemer (khmer)
- Jerga (derivado regresivo, seguramente a través del occitano, del francés jargon, y este de origen onomatopéyico; referido al lenguaje especial o a una jerigonza)
- Jergón (jergon)
- Jinglar (del francés antiguo jangler 'burlarse', 'parlotear')
- Jira ([bonne] chère '[buena] comida'; referido al banquete o a la merienda)
- Joya (del francés antiguo joie, hoy joyau)
- Juliana (julienne)
- Jurásico, jurásica (de Jura, cordillera de Francia)
- Kan, can (khan)
- Kermés, quermés (kermesse)
- Kibutz (kibboutz)
- Kilo- (kilo-)
- Kimono, quimono (del japonés kimono, y este de ki, de la raíz de kiru 'vestir', y mono 'cosa', quizá a través del francés kimono)
- Kurdo, da; curdo, da (kurde)
- Laissez faire (locución francesa; literalmente 'dejen hacer')
- Lamé (lamé)
- Lemán (del francés antiguo laman)
- Leptón (lepton)
- Levita (lévite; referido a la prenda masculina de etiqueta, más larga y amplia que el frac, y cuyos faldones llegan a cruzarse por delante)
- Libertario, libertaria (de libertaire, y este de liberté 'libertad' y -aire '-ario')
- Lila (lilac)
- Lilac (lilac)
- Limón (limon; referido a cada una de las varas de un coche de caballos)
- Lingüista (linguiste)
- Lingüístico, lingüística (linguistique, y este derviado de linguiste 'lingüista')
- Llanta (por yanta, del francés jante; referido al cerco metálico exterior de las ruedas de los coches de caballos y carros)
- Loche (loche)
- Lonja (longe; referido a una loncha; a en los coches de caballos, pieza de vaqueta con que se afianzan los balancines; y a la correa larga que se ataba a las pihuelas del halcón para no tenerlo muy recogido)
- Losange (losange)
- Lutecio (de lutécium, y este de Lutèce 'Lutecia', por haberse descubierto en un laboratorio parisino, e -ium '-io')
- Luthier (derivado de luth 'laúd')
- Lutier (luthier, y este derivado de luth 'laúd')
- Macabro, macabra (de macabre, y este del antiguo [dance] Macab[r]é '[danza] de la Muerte')
- Macedonia (del francés macédoine, por comparación con el origen diverso de los macedonios)
- Macramé (macramé)
- Magdalena (madeleine, y este de Madeleine Paulmier, cocinera francesa a la que se atribuye la invención)
- Maillot (maillot)
- Maître
- Mamá (de mama 'madre', influido en su acentuación por el francés maman)
- Mamut (mammouth)
- Manganesa (manganèse)
- Mangosta (mangouste)
- Maquillar (de maquiller, de la jerga teatral del siglo XIX)
- Maquis (maquis; propiamente 'lugar boscoso o montañoso de difícil acceso', por servir de refugio a los guerrilleros)
- Marabú (marabout; referido al ave zancuda o al adorno hecho de pluma de dicho ave)
- Marchapié (marchepied)
- Marchar (marcher)
- Marea (marée)
- Margarina (margarine, y este del griego μάργαρον márgaron 'perla', por comparar su apariencia con la de la madreperla, y el francés -ine '-ina')
- Marioneta (marionnette)
- Mariscal (del francés antiguo mariscal)
- Marjal (confer francés marécage; referido al terreno bajo y pantanoso)
- Marote (marotte 'cabeza de maniquí femenino')
- Marrón (marron 'castaña comestible', 'de color castaño'; referido al color semejante al de la cáscara de la castaña o el pelaje de la ardilla; a algo de dicho color; o a la situación u obligación molesta, desagradable o embarazosa)
- Marsopa (del francés antiguo marsoupe)
- Masacre (massacre)
- Masaje (massage)
- Masón, masona (maçon; propiamente 'albañil'; referido al miembro de la masonería)
- Maste (del francés antiguo mast, hoy mât)
- Mata (matte; referido al sulfuro múltiple que se forma al fundir menas azufrosas, crudas o incompletamente calcinadas)
- Matalotaje (matelotage 'marinería', 'salario de los marineros')
- Mate (mat; referido a algo amortiguado, sin brillo)
- Matinal (matinal, derivado de matin 'mañana')
- Matiné (matinée)
- Matraz (matras)
- Mayonesa (mayonnaise)
- Mazdeísmo (mazdéisme)
- Mecanografía (del francés mécanographie, y este del griego μηχανο- mēchano-, y -graphie '-grafía')
- Melé (mêlée)
- Menhir (menhir)
- Menaje (ménage)
- Menú (menu)
- Merengue (meringue)
- Mesón (del latín mansio, -ōnis 'posada', con influencia del francés maison; referido al establecimiento típico o al hospedaje público)
- Metabolito (de métabolite, derivado de métabolisme 'metabolismo')i
- Metal (del francés métal o del catalán metall)
- Metilo (méthyle)
- Metraje (métrage)
- Micela (micelle)
- Microbio (adaptación de microbe)
- Millón (del francés million o del italiano milione)
- Mina (mine; referido al criadero de minerales de útil explotación)
- Minarete (minaret)
- Minué (menuet)
- Miñona (mignonne)
- Miraje (de mirage, y este de mirer 'reflejar' y -age '-aje')
- Mitón (miton)
- Mobiliario, mobilia)ria (mobiliaire)
- Moda (mode)
- Moca, moka (de moka, y este de Moka, localidad de Yemen desde donde se exportaba)
- Montar (monter)
- Morfar (morfer 'comer con voracidad')
- Morfina (morphine, y este de Morphée 'Morfeo', dios del sueño, e -ine '-ina')
- Mote (del occitano o francés mot 'palabra, dicho'; referido al sobrenombre que se da a una  persona por una cualidad o condición suya)
- Motete (motet; referido a la breve composición musical para cantar en las iglesias)
- Motocicleta (motocyclette)
- Motociclismo (motocyclisme)
- Motocross (voz francesa, acrónimo de motocyclette 'motocicleta' y el inglés cross country 'cross')
- Mousse
- Muaré (moiré, participio pasivo de moire 'labrar un paño de modo que forme aguas')
- Mueca (confer francés antiguo moque y portugués moca 'burla', quizá de origen expresivo)
- Muflón (mouflon, este del corso o del sardo muvrone)
- Mujik (moujik)
- Musulmán, musulmana (musulman)
- Nabab (nabab)
- Naíf, naif (naïf 'ingenuo')
- Napoleón (de Napoleón, 1769-1821, emperador francés, por el busto suyo que llevaban las primeras monedas de esta clase que circularon en España durante la guerra de la Independencia)
- Narcolepsia (narcolepsie, y este del griego νάρκη nárkē 'torpor, adormecimiento' y la terminación de épilepsie 'epilepsia')
- Narguile, narguilé (narguilé)
- Narina (narine)
- Neerlandés, neerlandesa (néerlandais)
- Neto, ta (del francés o catalán net, o del italiano netto)
- Nitrógeno (de nitrogène, de nitro- 'nitro-' y -gène '‒́geno')
- Nomparell (non pareille)
- Nonchalance
- Nord- (nord-, y este de nord 'norte')
- Normando, normanda (normand)
- Norte (nord)
- Oboe (hautbois)
- Obús (obus)
- Ocultismo (de oculto e -ismo; confer occultisme)
- Oeste (ouest)
- Office
- Ojiva (ogive)
- Ómnibus (omnibus)
- Oraje (de las formas catalana, occitana y francesa, derivada del latín *auraticum)
- Orfebre (orfèvre)
- Orfelinato (de orphelinat, derivado de orphelin 'huérfano')
- Ortopedia (del francés orthopédie, y este de ortho- 'orto-' y el griego παιδεία paideía 'educación de los niños', 'educación', 'instrucción', por centrarse originalmente en corregir deformidades en niños)
- Ortopédico, ortopédica (orthopédique)
- Ortopedista (de orthopédiste, y este de orthopédie 'ortopedia' e -iste '-ista')
- Otomano, otomana (quizá del italiano ottomano o francés ottoman)
- Óxido (de oxide, acrónimo de oxygène 'oxígeno' y acide 'ácido')
- Oxígeno (del francés oxygène, y este del griego ὀξύς oxýs 'ácido' y del francés -gène '‒́geno')
- Pabellón (del francés antiguo paveillon 'tienda de campaña')
- Pacifismo (pacifisme, derivado regresivo de pacifique 'pacífico' e -isme '-ismo')
- Pagoda (pagode)
- País (pays)
- Paisaje (paysage, derivada de pays 'territorio rural', 'país')
- Paisano, paisana (paysan, derivado de pays 'territorio rural', 'país')
- Paje (page)
- Paleoceno, paleocena (del francés paléocène, y este de paléo- 'paleo-' y el griego καινός kainós 'nuevo, reciente')
- Palmípedo, da (palmipède)
- Paludismo (paludisme)
- Palurdo, palurda (balourd 'torpe, lerdo')
- Panaché (panaché)
- Panda (panda; referido al mamífero plantígrado con aspecto de oso)
- Panel (del francés antiguo panel; referido a cada uno de los compartimentos, limitados comúnmente por fajas o molduras, en que para su ornamentación se dividen los lienzos de pared, las hojas de puertas, etc.)
- Pánico, pánica (panique)
- Pantalón (pantalon)
- Papá (papa)
- Papelina (papeline; referido a la tela muy delgada, de urdimbre de seda fina con trama de seda basta)
- Paquebot, paquebote (paquebot)
- Paquete (paquet)
- Parche (del francés antiguo parche 'badana, cuero')
- Parking
- Parkour (voz francesa, y esta alteración gráfica de parcours [du combattant] 'recorrido [del combatiente]', nombre dado por G. Hébert, 1875-1957, oficial de marina e instructor de educación física francés, a las pistas de obstáculos para entrenamientos militares)
- Parque (parc)
- Parqué (parquet)
- Paspartú (passe-partout)
- Paspié (passe-pied)
- Pastel (del francés antiguo pastel)
- Pastiche (pastiche)
- Pastillaje (pastillage)
- Pasturaje (pastourage)
- Paté (patté, referido a la cruz cuyos extremos se ensanchan un poco;pâté, referido a la pasta comestible)
- Patín (patin; referido al aparato de patinar)
- Patología (de pathologie, y este de patho- 'pato-' y -logie '-logía')
- Patológico, patológica (pathologique)
- Patrullar (patrouiller)
- Peaje (del francés péage o del catalán peatge)
- Peluche (peluche)
- Pelvi (pehlvi)
- Percha (del francés perche o del catalán perxa)
- Periné (perinée)
- Perlé (perlé)
- Peroné (péroné)
- Persiana (persienne; propiamente 'de Persia')
- Peticano (petit canon)
- Petifoque (petit foc)
- Petigrís (petit-gris)
- Petimetre, petimetra (petit maître 'pequeño señor', 'señorito')
- Petisú (petit chou 'buñuelo pequeño')
- Pichel (del occitano o francés pichier)
- Pilaf (pilaf)
- Pilotaje (pilotage)
- Pingüino (pingouin)
- Pinta (quizá de pinte; referido a la medida de capacidad)
- Piño (como el francés pignon 'muela')
- Pío, pía (pie; dicho de una caballería: de pelo blanco con manchas más o menos extensas de otro color)
- Piolet (piolet)
- Piqué (piqué 'picado')
- Pistacho (del francés pistache o del italiano pistacchio)
- Pitanza (pitance)
- Pitar (del francés antiguo piteer; referido a distribuir, repartir o dar las pitanzas)
- Pitiminí (de petit 'pequeño' y menu 'menudo')
- Pitipié (petit pied 'pie pequeño')
- Pívot (pivot)
- Pivotar (pivoter)
- Pivote (pivot)
- Placar (de plaquer; referido a en rugby, detener un ataque, sujetando con las manos al contrario y forzándolo a abandonar el balón; y de placard, en Argentina y Uruguay, armario empotrado)
- Plaqué (plaqué 'chapeado')
- Plataforma (plate-forme)
- Platina (platine; referido a la parte del microscopio, en que se coloca el objeto que se quiere observar; a en una máquina neumática, disco de vidrio deslustrado o de metal, perfectamente plano, a cuya superficie queda ajustado el borde del recipiente y en cuyo centro tiene un agujero en el que se adapta el tubo por el cual se extrae el aire para hacer el vacío; a pletina; a la mesa fuerte y ancha, forrada de una plancha lisa de hierro, bronce o zinc, que sirve para ajustar, imponer y acuñar las formas; o a la superficie plana de la prensa o máquina de imprimir, sobre la cual se coloca la forma)
- Plató (plateau)
- Pleistoceno, pleistocena (pléistocène)
- Plié
- Pluscafé (pousse-café, con influencia de plus)
- Plutocracia (quizá del francés plutocratie)
- Poché (poché)
- Polca, polka (polka)
- Polímero (polymère)
- Polisón (polisson)
- Polizón, polizona (polisson 'vagabundo', 'ladrón', y este derivado de polir 'pulir', 'robar')
- Pontaje  (pontage)
- Popurrí (del francés pot pourri, y este calco de olla podrida)
- Pornografía (de pornographie 'tratado sobre la prostitución', dibujo o publicación obscenos', y este de pornographe 'pornógrafo' e -ie '-ía')
- Pornógrafo, pornógrafa (pornographe)
- Portafolio, portafolios (portefeuille)
- Posar (poser; referido a permanecer en determinada postura para retratarse o para servir de modelo a un pintor o escultor)
- Pose (pose)
- Potaje (potage 'puchero, cocido')
- Poule (voz francesa, y esta quizá de poule 'gallina')
- Praliné (praliné)
- Presbicia (de presbytie, y este derivado de presbyte 'présbita')
- Présbita (presbyte)
- Presoterapia (de pressothérapie, y este de pressé, participio de presser 'presionar, apretar', la vocal de unión -o- y -thérapie '-terapia')
- Prest (prêt; propiamente 'préstamo')
- Primar (primer)
- Profiterol (profiterole)
- Proteína (del francés protéine, y este del griego πρωτεῖος prōteîos 'preeminente, de primera calidad' e -ine '-ina')
- Pupitre (pupitre)
- Puf (de pouf, voz de origen onomatopéyico)
- Puntillismo (de pointillisme, de pointiller 'puntear' e -isme '-ismo')
- Puré (purée)
- Quepis, kepis (képi)
- Quiche (quiche)
- Quilo- (kilo-)
- Quimio- (chimio-)
- Quincalla (quincaille)
- Quinqué (quinquet, y este de Antoine Quinquet 1745-1803, primer fabricante de esta clase de lámparas)
- Quintillón (del francés quintillion, y este del latín quintus 'quinto' y la terminación del francés million 'millón')
- Quiosco, kiosco (kiosque)
- Raba (de origen incierto; confer francés raves y rabes)
- Racor (raccord)
- Rácord, racord (raccord; propiamente 'conexión')
- Radi- (radio-)
- Radio (de radium, y este de radioactif 'radiactivo' e -ium '-io'; referido al elemento químico)
- Radio- (radio-; referido al prefijo que significa 'radiación' o 'radiactividad')
- Rai (raï)
- Rajá (de rajah o radjah)
- Rama (de rame, en francés antiguo rasme; referido a la expresión «en rama»)
- Rampa (de rampe, derivado del francés antiguo ramper 'trepar'; referido al plano inclinado)
- Rapé (rapé, 'rallado')
- Raqueta (del italiano racchetta o francés raquette)
- Refrán (refrain)
- Regolaje (del francés antiguo rigolage, y este de rigoler 'bromear' y -age '-aje')
- Relé (relais 'relevo')
- Remodelar (remodeler)
- Reservorio (réservoir)
- Restorán (restaurant)
- Retro (rétro, y este acortamiento de rétrospectif 'retrospectivo'; referido a que está inspirado en modelos de otra época o evoca un tiempo pasado)
- Rocambola (rocambole)
- Rocambolesco, rocambolesca (por alusión a Rocambole, personaje creado por P.-A. Ponson du Terrail, novelista francés, 1829-1871)
- Rococó (rococo, forma jocosa de rocaille)
- Roquefort (roquefort, y este de Roquefort, población de Francia)
- Roquete (del francés antiguo rochet)
- Rouge
- Roulotte
- Rúe (rue)
- Rular (rouler)
- Rulé (roule 'rodillo')
- Rulemán (roulement)
- Ruleta (roulette)
- Sable (sabre; referido al arma o al pez; sable, referido al color heráldico)
- Sabotaje (sabotage)
- Sacárido (del francés saccharide, y este del latín sacchărum 'azúcar' e -ide '‒́ido')
- Sádico, sádica (de sadique, derivado de sadisme 'sadismo')
- Sadismo (de sadisme, de Donatien Alphonse François, marqués de Sade, 1740-1814, escritor francés, e -isme '-ismo')
- Saín (del latín vulgar *sagīnum; confer francés antiguo saïn y occitano sa[g]in)
- Salep (salep)
- Sargento (sergent)
- Salvataje (sauvetage; confer italiano salvataggio)
- Satén (satin)
- Satín (satin; referido al satén)
- Satinar (de satiner, de satin 'satén')
- Saxofón (de saxophone, y este de A. J. Sax, 1814-1894, músico belga que lo inventó, y -phone '-fono')
- Sérum (sérum)
- Sextillón (del francés sixtillion, y este del latín sextus 'sexto' y la terminación del francés million 'millón')
- Sionismo (sionisme)
- Sifué (de surfaix, de sur- 'sobre-' y faix 'haz, fajo')
- Sioux (voz francesa, acortamiento de nadouessioux, y este del algonquino nātowēssiwak, con cambio de la terminación de plural algonquina -ak por la terminación de plural francés -x)
- Slip
- Sofá (sofa)
- Somier (sommier)
- Soufflé
- Souvenir
- Sud- (de sud-, y este de sud 'sur')
- Suflé (soufflé)
- Suite
- Sumiller (sommelier)
- Sur (sud)
- Surrealismo (surréalisme)
- Tablaje (del francés antiguo tablage)
- Tabulé (taboulé)
- Tacha (tache)
- Talante (talante)
- Tallarola (taillerole)
- Talud (talus)
- Tamiz (tamis)
- Tan (tan; referido a la corteza de encina)
- Tao (tao; referido a en el taoísmo, principio creador y rector de todo lo que existe)
- Taoísmo (de taoïsme, de tao 'tao' e -isme '-ismo')
- Tapiz (del francés antiguo tapiz)
- Taqué (taquet)
- Tarjeta (del francés antiguo targette 'escudo pequeño', de donde 'escudo pequeño en que se pinta la divisa', 'tarjeta de visita')
- Tarot (tarot)
- Tarta (tarte)
- Tartán (tartan; referido a la tela de lana con cuadros o listas cruzadas de diferentes colores, característica de Escocia)
- Tártaro, tártara (tartare; referido al natural de Tartaria, región de Asia)
- Tatuaje (tatouage)
- Té (thé)
- Terminología (terminologie)
- Trineo (traîneau)
- Teleférico (telephérique)
- Telegrafiar (télégraphier)
- Telégrafo (de télégraphe, y este de télé- 'tele-' y -graphe' '‒́grafo')
- Tell
- Tensioactivo, va (tensioactif)
- Termita (termite; referido al insecto del orden de los isópteros)
- Tingle (del francés antiguo tingle)
- Tirolina (tyrolienne; literalmente 'tirolesa', por vincularse el origen de este sistema con el Tirol, región de los Alpes)
- Tisú (tissu)
- Toisón (toison 'vellón', referido al conjunto de la lana de un carnero u oveja que se esquila)
- Toldo (del francés antiguo y dialectal tialt, taud 'alcázar', espacio entre el palo mayor y la popa, voz de origen germánico)
- Tonel (del francés antiguo tonel, diminutivo de tonne 'tonel grande')
- Tope (del francés antiguo top 'cumbre, copete'; referido al extremo o límite al que puede llegar algo, o la terminología marítima)
- Tortícolis, torticolis (torticolis)
- Tour
- Tour de force
- Tournée
- Tranvía (adaptación del francés tramway)
- Travesti, travestí (travesti, participio pasivo de travestir 'travestir')
- Travestir (travestir)
- Tren (train, y este derivado de traîner 'empujar', 'mover', 'arrastrar')
- Triciclo (de tricycle, y este de tri- 'tri-' y el griego κύκλος kýklos 'círculo', 'rueda')
- Tricota (del francés tricot, influido en su forma por tricotar)
- Tricotar (tricoter)
- Trillón (de trillion, de tri- 'tri-' y la terminación de million 'millón')
- Trinquete (de triquete, y este quizá del francés antiguo triquet, diminutivo de trique 'bastón', por ser el menor de los tres mástiles principales, referido a la náutica; trinquet 'pala para jugar a la pelota'; referido al frontón cerrado sin contracancha y con doble pared lateral)
- Trolebús (trolleybus)
- Tropa (troupe 'grupo')
- Troupe
- Trucaje (trucage)
- Truhan, truhana (truand)
- Trusa (trouses)
- Tupé (toupet, y este del mismo origen que tope, referido al extremo o límite al que puede llegar algo, o a las acepciones relacionadas con la marina)
- Turba (tourbe; referido al carbón fósil formado de residuos vegetales o al estiércol mezclado con carbón mineral)
- Turbina (turbine)
- Túrcico, túrcica (turcique)
- Turcomano, turcomana (turkmène)
- Turnar (tourner)
- Tutiplén (tout plein; literalmente 'todo lleno')
- Ujier (huissier)
- Ulema (uléma)
- Urea (urée)
- Urraca (del nombre propio Urraca; confer marica, latín tardío gaia, francés margot e inglés mag, denominaciones de la urraca provenientes de nombre propio de mujer)
- Usina (usine)
- Útil (del francés outil, y este del francés antiguo ostil, referido a un utensilio destinado a un uso manual o a una actividad profesional, o a un instrumento que sirve para hacer algo o conseguir un fin)
- Utilitario, utilitaria (utilitaire, derivado de utilité 'utilidad')
- Utillaje (outillage)
- Valí (wali)
- Vals (valse)
- Varietal (de variétal, y este de variété 'variedad' y -al '-al')
- Vedete (vedette)
- Vedette
- Vellón (billon; referido a la aleación de plata y cobre o a la moneda de cobre)
- Velocípedo (del francés vélocipède, y este del latín velox, -ōcis 'veloz' y el francés -pède '‒́pedo')
- Vergé (vergé, de verge)
- Vianda (viande)
- Viñeta (vignette)
- Virola (virole)
- Virulé (bas roulé, que se aplicó originariamente a la manera de llevar las medias)
- Visaje (visage 'rostro')
- Vivac (del francés antiguo bivac)
- Vodevil (vaudeville)
- Volován (vol-au-vent)
- Voyerista (del francés voyeur e -ista)
- Voyeur
- Xantina (del francés xanthine, y este del griego ξανθός xanthós 'rubio, amarillo' e -ine '-ina')
- Yaqué (jaquette)
- Yeyé (quizá de ye-ye)
- Yodo, iodo (iode)
- Yogur (yogourt)
- Yola (yole)
- Zinc, cinc (zinc)
- Zigurat (ziggurat)
- Zigzag (zigzag)